# Текендамита

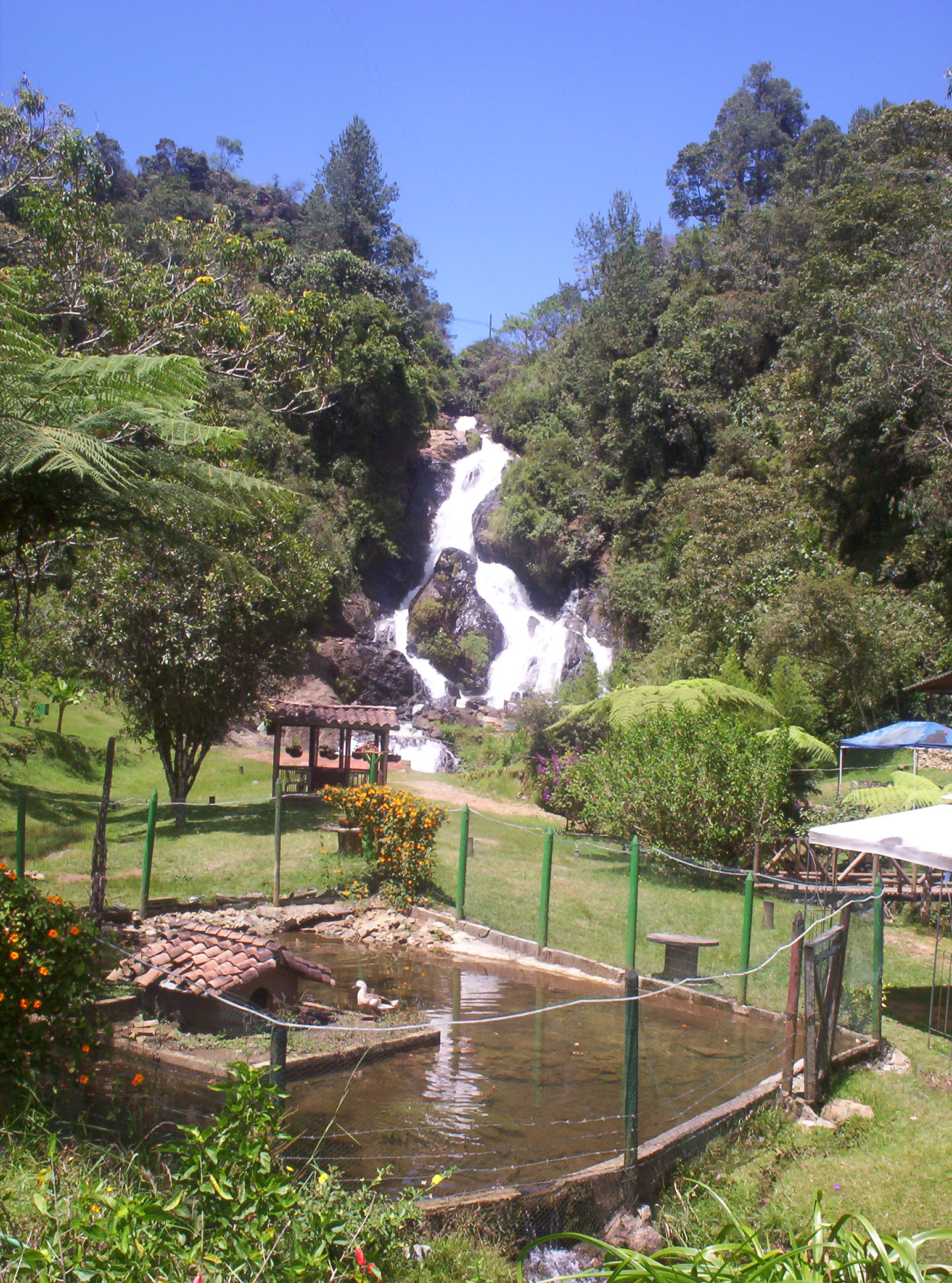

Текендамита (исп. Salto del Tequendamita) — небольшой водопад на реке Буэй в Колумбии.
Водопад расположен в муниципалитете Эль-Ретиро в департаменте Антьокия. Назван в честь известного водопада Текендама, который находится в департаменте Кундинамарка. Водопад небольшой, всего 20 метров, но очень живописный. Является одной из природных достопримечательностей департамента.